# 15 августа
15 августа — 227-й день года (228-й в високосные годы) по григорианскому календарю.
До конца года остаётся 138 дней.
До 15 октября 1582 года — 15 августа по юлианскому календарю, с 15 октября 1582 года — 15 августа по григорианскому календарю.
В XX и XXI веках соответствует 2 августа по юлианскому календарю.

## Праздники и памятные дни
См. также: Категория:Праздники 15 августа

### Национальные
- Египет — День разлива Нила[англ.].
- Индия — День независимости.
- Канада, Новая Шотландия — Национальный день[англ.].
- Республика Конго — День независимости.
- Панама — День Панама-Вьехо.
- Польша — Праздник Войска Польского.
- КНДР,  Республика Корея — День освобождения.

### Профессиональные
- Россия
  - День археолога
  - День авиастроителя[2]

### Религиозные
- Армянская апостольская церковь:
  - Успение Пресвятой Богородицы.

- Католическая церковь:
  - Вознесение Девы Марии (в Италии — Феррагосто).

- Православие:[3][4]
  - перенесение из Иерусалима в Константинополь мощей первомученика Стефана, архидиакона (ок. 428), и обретение мощей праведных Никодима, Гамалиила и сына его Авива;
  - память блаженного Василия, Христа ради юродивого, Московского чудотворца (1557);
  - память преподобного Василия Спасо-Кубенского (Каменского) (XV в.);
  - память священномученика Стефана I, папы Римского, и иже с ним (257);
  - память преподобномученика Платона (Колегова), иеромонаха (1937);
  - празднование в честь Ачаирской иконы Божией Матери (XXI в.).

### Именины
Православные (по новому стилю):
- Мужские:
  - Авив — обретение мощей Авива Иерусалимского (сын законоучителя Гамалиила).
  - Бон — мученик Бон.
  - Василий — мученик Василий, Василий Блаженный, преподобный Василий Каменский (Спасо-Кубенский).
  - Гамалиил — Гамалиил (иудейский законоучитель) (обретение мощей).
  - Гонорат — мученик Гонорат.
  - Екзуперанций — мученик Екзуперанций.
  - Иоанн (Иван) — мученик Иоанн.
  - Калюмниоз — мученик Калюмниоз.
  - Кастел — мученик Кастел.
  - Кирилл (Кирил) — мученик Кирилл.
  - Мавр — мученик Мавр.
  - Немезий — священномученик Немезий.
  - Никодим — Никодим (тайный ученик Христа) (обретение мощей).
  - Олимпий (Олимп), Олимпан — мученик Олимпий.
  - Платон — священномученик Платон (Колегов).
  - Примитиво — мученик Примитиво.
  - Роман — Роман.
  - Симфоний — мученик Симфоний.
  - Стефан (Степан) — первомученик Стефан (перенесение мощей), священномученик Стефан I (папа римский).
  - Тарасий (имя) — Тарасий.
  - Теодол — мученик Теодол.
  - Тертуллин — мученик Тертуллин.
  - Фавст (Фауст) — мученик Фавст.
  - Феодор (Фёдор) — мученик Феодор.
  - Фока (Фокей, Фокан, Фок) — мученик Фока.
- Женские:
  - Екзуперия — мученица Екзуперия.
  - Люцилла — мученица Люцилла.

## События
См. также: Категория:События 15 августа

### До XIX века
- 778 — в битве с басками в ущелье Ронсеваль погиб участник похода Карла Великого в Испанию франкский маркграф Роланд, прикрывавший отход войск Карла Великого. Роланд стал героем эпоса «Песнь о Роланде».
- 797 — византийская императрица Ирина свергла своего сына и по совместительству соправителя Константина VI, ослепив его, и стала править Византией единолично.
- 1248 — заложили первый камень в основание Кёльнского собора[6] (либо 14 августа)[7].
- 1498 — в ходе своего третьего плавания Христофор Колумб открыл Гренаду.
- 1519 — на месте индейской рыбацкой деревни основан город Панама, название которого в переводе означает «много-много рыбы».
- 1534 — Игнатий Лойола основал в Париже орден иезуитов.
- 1537 — основан город Асунсьон в Парагвае.
- 1540 — основан город Арекипа в Перу.
- 1620 — из Саутгемптона в Англии отчалил корабль «Мэйфлауер».
- 1717 — между Россией, Францией и Пруссией заключён Амстердамский договор.
- 1723 — торжественно открылся Петергоф, летняя резиденция российских императоров.
- 1744 — Вторая Силезская война: Фридрих II выступил с братьями и войском против Богемии[8].
- 1795 — во Франции введена новая валюта — франк.
- 1799 — победа русско-австрийских войск в Битве при Нови.

### XIX век
- 1804 — в день, когда Наполеону исполнилось 35 лет, в его присутствии состоялось освящение Булонского лагеря.
- 1808 — провалилась попытка Англии установить дипломатические и торговые контакты с Японией — сёгун отказал английской делегации во въезде.
- 1810 — в Париже воздвигнута Вандомская колонна в честь побед Наполеона.
- 1832 — Папа римский Григорий XVI издал буллу, осуждающую свободу печати.
- 1835 — получен патент на стиральную машину с вращающимся барабаном.
- 1843 — в Копенгагене открыт парк аттракционов Тиволи.
- 1845 — издание в России «Уложения о наказаниях уголовных и исправительных».
- 1848 — Уолдо Хэнчетт из города Сиракьюс (штат Нью-Йорк) запатентовал зубоврачебное кресло.
- 1866 — Колледж Оттавы преобразован в университет.
- 1877 — американский изобретатель Томас Эдисон в письме президенту телеграфной компании Питтсбурга предложил в качестве приветствия при общении по телефону использовать слово «hello» (в России оно трансформировалось в «алло»). В этот же день Эдисон произвёл первую запись звука на свой фонограф — песню «Mary Had a Little Lamb» («У Мэри был барашек»).
- 1887 — протест русского правительства Болгарии против избрания в июле болгарским князем принца Фердинанда Саксен-Кобургского.
- 1888 — шестеро норвежцев во главе с Фритьофом Нансеном отправились в лыжный поход с целью пересечь Гренландию.
- 1893
  - Официальное открытие Третьяковской галереи («Московской городской галереи Павла и Сергея Михайловича Третьяковых»).
  - Международный арбитраж обязал США выплатить Канаде штраф в размере 478 тыс. долларов за ловлю рыбы в канадских водах.

### XX век
- 1902 — в городе Чероки, штат Айова, США открылся Институт психического здоровья Чероки[англ.], который находится в ведении Департамента социальных служб штата Айова[англ.][9].
- 1908 — в Пруссии женщинам разрешено поступать в вузы.
- 1914
  - Проход первого судна через Панамский канал (официальное открытие канала состоялось лишь 12 июня 1920 года).
  - Японская империя предъявила ультиматум Германии с требованием передачи ей Циндао.
- 1918 — США и Советская Россия разорвали дипломатические отношения. В этот и следующий день американские войска высадились во Владивостоке, что означало начало интервенции стран Антанты в Россию.
- 1921 — в Женеве под руководством мореплавателя Фритьофа Нансена началась международная конференция по вопросам помощи голодающим России.
- 1924 — вышел первый номер журнала «Радиолюбитель». В настоящее время журнал называется «Радио».
- 1929 — апостольской конституцией «Quam curam» Папы Пия XI создана коллегия Руссикум.
- 1932 — при раскопках в Ватикане обнаружена древнеримская «Триумфальная дорога».
- 1935 — флаг со свастикой утверждён в качестве государственного флага Германии.
- 1936 — испанскими левыми казнены 733 священника.
- 1939
  - В Германии произошла одна из самых массовых авиакатастроф: при показательном бомбометании с пикирования в условиях низкой облачности в землю врезались 13 летящих друг за другом пикирующих бомбардировщиков Junkers Ju 87.
  - В Голливуде, в Китайском театре, прошла премьера киномюзикла «Волшебник из страны Оз» с Джуди Гарленд в главной роли.
- 1942 — нацистами уничтожено гетто в Погосте-Загородском.
- 1943 — по приказу Мао Цзэдуна в Компартии Китая началась чистка.
- 1944
  - Начало высадки американо-французских войск в Южной Франции.
  - Начало отвода германских войск на Линию Зигфрида.
- 1945 — капитуляция Японии.
- 1946 — на пленуме ЦК КПСС Андрей Жданов объявил войну «низкопоклонству перед Западом».
- 1947 — Раздел Индии на два доминиона — Пакистан и Индийский Союз, то есть собственно Индию. Премьер-министром Индии стал Джавахарлал Неру.
- 1948 — после выборов в Национальное собрание провозглашена Республика Корея (Южная Корея) во главе с президентом Ли Сын Маном.
- 1956 — в СССР возобновлено вручение Ленинских премий (вместо Сталинских).
- 1958 — катастрофа Ту-104 под Хабаровском. Погибли 64 человека — на тот момент крупнейшая авиакатастрофа в СССР, первая катастрофа реактивного авиалайнера в стране.
- 1960 — Республика Конго объявила о своей независимости от Франции.
- 1969 — с 15 по 18 августа проходил Вудстокский фестиваль — конец эры хиппи.
- 1971 — президент США Ричард Никсон объявил о прекращении обеспечения доллара США золотом.
- 1972 — Эфиопия отказалась от участия в мюнхенской Олимпиаде в знак протеста против участия в ней Родезии.
- 1973 — США прекращают прямое участие в боевых действиях в Индокитае, завершив воздушные бомбардировки Камбоджи.
- 1975 — военный переворот в Бангладеш, в результате которого погиб президент Муджибур Рахман.
- 1977 — в рамках проекта SETI был получен Сигнал «Wow!».
- 1991
  - Бюро президиума ЦКК КПСС, рассмотрев вопрос о ряде заявлений бывшего члена Политбюро, секретаря ЦК КПСС А. Н. Яковлева, направленных на раскол КПСС и устранение её с политической арены, постановило: за действия, противоречащие Уставу КПСС и направленные на раскол партии, считать невозможным дальнейшее пребывание члена КПСС А. Н. Яковлева в рядах КПСС. Предложение по этому вопросу было направлено в первичную партийную организацию.
  - Опубликован проект нового Союзного договора.
- 1992 — в Азербайджане введена новая валюта — манат.
- 1993 — в Азербайджане введён национальный домен верхнего уровня — .az.
- 1994 — во Францию доставлен Ильич Рамирес Санчес, известный под именем Карлос Шакал. Самый известный в мире на тот момент террорист днём раньше был захвачен спецслужбами в Судане.
- 1998 — теракт в Оме: 29 погибших, более 200 раненых. Ответственность взяла на себя Подлинная Ирландская республиканская армия

### XXI век
- 2002 — американская авиакомпания «National Airlines» объявила о своём решении перевозить 11 сентября всех пассажиров за символическую плату в 1 доллар США.
- 2005 — в Хельсинки подписано соглашение между движением «Свободный Ачех» и правительством Индонезии, положившее конец Ачехскому конфликту, продолжавшемуся с середины 1970-х годов.
- 2007 — землетрясение в Перу, более 500 погибших.
- 2013 — Смитсоновский институт объявил об открытии Bassaricyon neblina из рода олинго, это первое новое хищное млекопитающее в Северной Америке за последние 35 лет.
- 2019 — Аварийная посадка A321 под Жуковским на кукурузное поле за пределами аэропорта.
- 2021 — город Кабул перешёл под контроль талибов, утверждены новые флаг и герб Афганистана.

## Родились
См. также: Категория:Родившиеся 15 августа

### До XIX века
- 1195 — Антоний Падуанский (в миру Фернандо Мартин де Буйон; ум. 1231), португальский теолог-францисканец, католический святой.
- 1742 — Алексей Нарышкин (ум. 1800), русский дипломат, писатель, тайный советник и камергер.
- 1750 — Пьер Сильвен Марешаль (ум. 1803), французский философ, писатель, политический деятель.
- 1769 — Наполеон I Бонапарт (ум. 1821), французский император (1804—1815).
- 1771 — Вальтер Скотт (ум. 1832), шотландский писатель.
- 1772 — Иоганн Мельцель (ум. 1838), немецкий механик, пианист и педагог.
- 1780 — княгиня Евдокия Голицына (ум. 1850), хозяйка петербургского салона, постоянным посетителем которого в 1817—1820 гг. был А. С. Пушкин.
- 1785 — Томас де Квинси (ум. 1859), английский писатель.
- 1787 — Александр Алябьев (ум. 1851), русский композитор (романс «Соловей» и др.), пианист, дирижёр.

### XIX век
- 1807 — Жюль Греви (ум. 1891), французский государственный деятель, президент Франции (1879—1887).
- 1810 — Лауринас Ивинскис (ум. 1881), литовский писатель.
- 1858 — Эдит Несбит (ум. 1924), английская писательница и поэтесса.
- 1863 — Алексей Крылов (ум. 1945), кораблестроитель, механик, математик, академик, Герой Социалистического Труда.
- 1872 — Шри Ауробиндо (ум. 1950), индийский философ, поэт, революционер и организатор национально-освободительного движения Индии, йогин, гуру, основоположник Интегральной йоги.
- 1878 — Раиса Кудашева (ум. 1964), русская советская писательница, поэтесса, автор стихов к песне «В лесу родилась ёлочка».
- 1879 — Этель Бэрримор (ум. 1959), американская актриса, обладательница премии «Оскар».
- 1883
  - Иван Мештрович (ум. 1962), хорватский скульптор.
  - Матвей Шкирятов (ум. 1954), советский государственный и партийный деятель.
- 1887 — Ян Рудзутак (расстрелян в 1938), латышский революционер, большевик, председатель ЦКК ВКП(б).
- 1888 — Григорий Сокольников (наст. имя Гирш Янкелевич Бриллиант; убит в 1939), большевик, советский нарком финансов.
- 1890 — Жак Ибер (ум. 1962), французский композитор.
- 1892 — Луи де Бройль (ум. 1987), французский физик, открывший волновую природу электронов, нобелевский лауреат (1929).
- 1893 — Александр Гаук (ум. 1963), дирижёр, композитор, народный артист РСФСР.
- 1895 — Игнасио Анайя (ум. 1975), мексиканский шеф-повар и ресторатор, изобретатель популярной закуски начос.
- 1896
  - Герти Тереза Кори (ум. 1957), австрийско-американский биохимик, нобелевский лауреат по физиологии и медицине (1947).
  - Теодор Нетте (погиб в 1926), дипломатический курьер Наркомата иностранных дел СССР.
  - Иона Якир (расстрелян в 1937), советский военачальник, герой Гражданской войны.

### XX век
- 1909 — Юрий Непринцев (ум. 1996), советский художник («Отдых после боя», «Ленинградцы» и др.).
- 1910 — Леонид Душкин (ум. 1990), советский учёный и изобретатель, конструктор реактивных двигателей.
- 1912 — Джулия Чайлд (ум. 2004), американская телеведущая, шеф-повар, писательница.
- 1915 — Глеб Щёголев (ум. 1983), советский инженер, главный конструктор конструкторского отдела водяных турбин ЛМЗ имени И. В. Сталина, Герой Социалистического Труда.
- 1917 — Владимир Щагин (ум. 1996), советский волейболист, чемпион мира (1949, 1952), чемпион Европы (1950, 1951).
- 1919
  - Сергей Ковалёв (ум. 2011), генеральный конструктор ЦКБ морской техники «Рубин», академик, дважды Герой Социалистического Труда.
  - Виктор Мержанов (ум. 2012), пианист, народный артист СССР, профессор Московской консерватории.
- 1922 — Борис Сичкин (ум. 2002), советский и российский артист эстрады, актёр театра и кино.
- 1925 — Оскар Питерсон (ум. 2007), канадский джазовый пианист.
- 1926
  - Виктор Ворошилов (ум. 2011), советский футболист и тренер.
  - Костис Стефанопулос (ум. 2016), президент Греции (1995—2005).
- 1930 — Людмила Хитяева, советская актриса театра и кино, народная артистка РСФСР.
- 1931 — Микаэл Таривердиев (ум. 1996), композитор, автор музыки к фильмам, народный артист РСФСР.
- 1933 — Стэнли Милгрэм (ум. 1984), американский социальный психолог и педагог, известный своими экспериментами в области подчинения авторитету и связности социальных сетей.
- 1934 — Георгий Гаранян (ум. 2010), джазмен, композитор и саксофонист, народный артист России.
- 1935 — Вальдемар Башановский (ум. 2011), польский штангист, двукратный олимпийский чемпион.
- 1942
  - Валерия Заклунная (ум. 2016), актриса театра и кино, народная артистка УССР, народная артистка России.
  - Пит Йорк, британский барабанщик и перкуссионист.
- 1944 — Джанфранко Ферре (ум. 2007), итальянский кутюрье.
- 1945
  - Екатерина Васильева, актриса театра и кино, народная артистка РСФСР.
  - Ален Жюппе, премьер-министр Франции (1995—1997).
- 1946 — Анатолий Квашнин, российский военный и государственный деятель, генерал армии.
- 1950 — принцесса Анна, дочь королевы Великобритании Елизаветы II.
- 1952 — Бернар Лякомб (ум. 2025), французский футболист, нападающий и тренер, чемпион Европы (1984). Второй бомбардир в истории чемпионатов Франции (255 мячей).
- 1955 — Али Лараед, тунисский политик, премьер-министр Туниса (в 2013).
- 1956 — Геннадий Гудков, российский политик-оппозиционер, полковник ФСБ в отставке.
- 1958 — Виктор Шендерович, советский и российский писатель, публицист, теле- и радиоведущий, правозащитник.
- 1963
  - Алехандро Гонсалес Иньярриту, мексиканский кинорежиссёр, обладатель четырёх премий «Оскар».
  - Валерий Левоневский, белорусский предприниматель, политик, общественный деятель.
- 1964 - Мелинда Гейтс, американский предприниматель и филантроп.
- 1966 — Таша ди Вашконселуш, канадская фотомодель и актриса.
- 1968
  - Дебра Мессинг, американская актриса, обладательница премии «Эмми».
  - Ян Цапник, советский и российский актёр театра и кино.
- 1970
  - Энтони Андерсон, американский актёр и комик.
  - Бёрд Крис, американский боксёр-профессионал.
- 1972 — Бен Аффлек, американский киноактёр, режиссёр, обладатель двух «Оскаров» и др. наград.
- 1973 — Юлиан, российский эстрадный певец.
- 1974 — Наташа Хенстридж, канадская актриса и бывшая фотомодель.
- 1978 — Лилия Подкопаева, украинская гимнастка, олимпийская чемпионка (1996).
- 1981 — Брендан Хансен, американский пловец, трёхкратный олимпийский чемпион, многократный чемпион мира.
- 1989
  - Якуб Ворачек, чешский хоккеист, чемпион мира (2010).
  - Джо Джонас, американский певец, музыкант, актёр и танцор, участник поп-рок группы Jonas Brothers.
- 1990 
  - Дженнифер Лоуренс, американская актриса, обладательница «Оскара».
  - Нюша, российская певица, автор песен, композитор, актриса, актриса озвучивания, телеведущая, экоактивист.
- 1991 — Петья Пийройнен, финский сноубордист, чемпион мира 2011 года в биг-эйре.
- 1993
  - Алекс Окслейд-Чемберлен, английский футболист.
  - Вики Райт, шотландская кёрлингистка, олимпийская чемпионка (2020).
- 1994 — Косукэ Хагино, японский пловец, олимпийский чемпион (2016).

## Скончались
См. также: Категория:Умершие 15 августа

### До XIX века
- 423 — Гонорий (р. 384), император Западной Римской империи (с 395).
- 778 — Роланд, франкский военачальник.
- 1038 — Иштван I Святой (р. ок. 970/975), первый король Венгерского королевства (с 1000).
- 1118 — Алексей I Комнин (р. 1056 или 1057), византийский император (1081—1118).
- 1274 — Робер де Сорбон (р. 1201), французский теолог, имя которого носит Парижский университет.
- 1369 — Филиппа Геннегау (р. 1314), супруга английского короля Эдуарда III.
- 1382 — Кейстут (р. 1297), великий князь литовский (с 1381), князь трокский (с 1337), сын Гедимина.
- 1552 — Василий Блаженный (р. 1469), русский святой, Христа ради юродивый.
- 1714 — Анна Монс (р. 1672), фаворитка российского императора Петра I.
- 1728 — Марен Маре (р. 1656), французский композитор и виолист.
- 1758 — Пьер Бугер (р. 1698), французский учёный, один из основателей фотометрии.
- 1799 — Джузеппе Парини (р. 1729), итальянский поэт и публицист, сатирик.

### XIX век
- 1853 — Фредерик Вильям Робертсон (р. 1816), английский теолог[10].
- 1865 — Михаил Михайлов (р. 1829), русский поэт и переводчик, политический деятель.
- 1884 — Юлиус Фридрих Конгейм (р. 1839), немецкий патологоанатом и патофизиолог.
- 1885 — Уильям Томс (р. 1803), английский литературовед и писатель, автор термина фольклор.
- 1887 — Мейр Гольдшмидт (р. 1819), датский беллетрист, драматург, либеральный журналист, бытописатель датского еврейства.

### XX век
- 1907 — Йозеф Йоахим (р. 1831), австрийский скрипач и композитор.
- 1908 — Юлий Трапп (р. 1814), российский фармацевт и фармаколог, академик.
- 1915 — Константин Варламов (р. 1848), русский актёр, заслуженный артист Императорских театров.
- 1926 — Виктор Буренин (р. 1841), русский театральный и литературный критик, поэт, публицист, фельетонист.
- 1935
  - погиб Уайли Пост (р. 1898), американский лётчик, совершивший в июне — июле 1931 г. первый перелёт вокруг земного шара.
  - Уилл Роджерс (р. 1879), американский юморист и киноактёр, журналист, ковбой.
  - Поль Синьяк (р. 1863), французский художник-неоимпрессионист.
- 1936 — Грация Деледда (р. 1871), итальянская писательница, лауреат Нобелевской премии (1926).
- 1938 — Никола Ромео (р. 1876), итальянский инженер и предприниматель, производитель автомобилей Alfa Romeo.
- 1951 — Артур Шнабель (р. 1882), польский пианист, педагог, композитор.
- 1953 — Людвиг Прандтль (р. 1875), немецкий учёный, создатель аэродинамической трубы.
- 1961 — Надежда Обухова (р. 1886), оперная певица (меццо-сопрано), народная артистка СССР.
- 1962 — погиб Лэй Фэн (р. 1940), китайский революционер.
- 1963 — Всеволод Иванов (р. 1895), советский писатель и драматург, журналист, военный корреспондент.
- 1965 — Павел Абанькин (р. 1902), советский военно-морской деятель, адмирал.
- 1966 — Ян Кепура (р. 1902), польский оперный и камерный певец.
- 1967 — Рене Магрит (р. 1898), бельгийский художник-сюрреалист.
- 1971 — Пол Лукас (р.1894), венгерский и американский актёр, лауреат премий «Оскар» и «Золотой глобус».
- 1975 — убит Муджибур Рахман (р. 1920), премьер-министр (1972—1975), затем президент Бангладеш (в 1975).
- 1978 — Иван Тюленев (р. 1892), генерал армии, Герой Советского Союза.
- 1981 — Альфред Барр (р. 1902), американский историк искусства, первый директор Музея современного искусства в Нью-Йорке.
- 1982
  - Норм Мэллой (р. 1905), канадский хоккеист, олимпийский чемпион (1932).
  - Аксель Теорелль (р. 1903), шведский биохимик, лауреат Нобелевской премии (1955).
- 1986 — Иван Лукинский (р. 1906), советский кинорежиссёр, народный артист РСФСР.
- 1987 — Шукур Бурханов (р. 1910), узбекский актёр театра и кино, народный артист СССР.
- 1990 — Виктор Цой (р. 1962), советский поэт и музыкант, автор песен, лидер и вокалист рок-группы «Кино».
- 1994 — Пол Андерсон (р. 1932), американский тяжелоатлет, чемпион мира (1955), олимпийский чемпион (1956).
- 1998 — Анатолий Абрамов (р. 1919), советский учёный в области ракетно-космической техники, профессор, лауреат Ленинской премии.

### XXI век
- 2005 — Николай Панченко (р. 1924), советский и российский поэт и журналист, редактор.
- 2006 — Светозар Русаков (р. 1923), советский и российский художник-мультипликатор, художник почтовых открыток.
- 2008 — Джерри Векслер (р. 1917), американский музыкальный продюсер, руководитель фирмы грамзаписи Atlantic Records
- 2012 — Гарри Гаррисон (р. 1925), американский писатель-фантаст.
- 2013 — Славомир Мрожек (р. 1930), польский писатель-прозаик, драматург, эссеист.
- 2021 — Гердт Мюллер (р. 1945), западногерманский футболист, чемпион мира и Европы, трёхкратный обладатель Кубка европейских чемпионов.
- 2024 — Имре Комора (р. 1940), венгерский футболист, полузащитник, тренер; олимпийский чемпион (1964).

## Приметы
- Степан-сеновал.
- Косили отаву.
- Каков Степан — таков сентябрь[11]